# لئونورا کرینگتون
لئونورا کرینگتون (اسپانیایی: Leonora Carrington؛ زاده ۶ آوریل ۱۹۱۷ - درگذشته ۲۵ مه ۲۰۱۱) نقاش و هنرمند سوررئالیست و رمان‌نویس انگلیسی‌تبار اهل مکزیک بود. او بیشتر عمر را در مکزیکوسیتی سپری کرد و از معدود هنرمندان باقی‌مانده از جنبش سوررئالیسم دههٔ ۱۹۳۰ به‌شمار می‌رفت. کرینگتون همچنین از پایه‌گذاران جنبش آزادی‌بخش زنان مکزیک در دههٔ ۷۰ میلادی بود.